# Formaggio Harzer

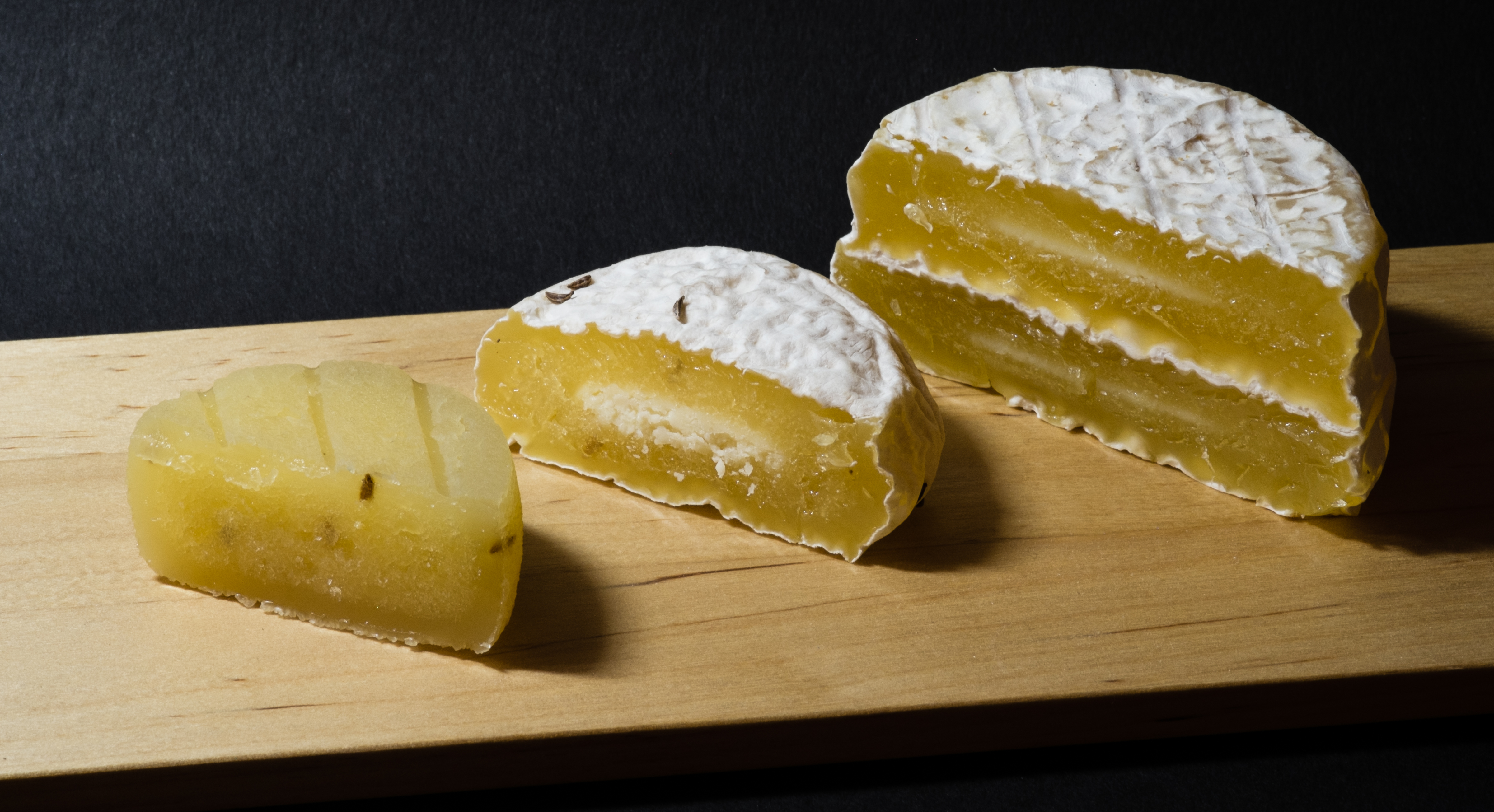
Il formaggio Harzer, nelle varie tipologie di stagionatura

Il formaggio Harzer, o semplicemente Harzer, è un formaggio tedesco prodotto con latte scremato fermentato, originario della regione settentrionale dell'Harz, in Bassa Sassonia. È caratterizzato da un sapore forte e persino pungente, da un elevato contenuto di proteine e da un basso contenuto di grassi, che lo rendono un formaggio popolare nell'alimentazione sportiva.

## Descrizione
Il formaggio Harzer si presenta in piccole tome rotonde di pochi centimetri di diametro. Questi tomi sono spesso venduti in fila in un rotolo. Questo è noto come Harzer Roller (letteralmente: "rotolo dell'Harz"). L'Harzer ha un sapore agrodolce quando è giovane, ma un gusto intenso e pungente quando matura (fino a 4 settimane). Il suo odore è forte e riconoscibile. Non ha crosta ed è di colore giallastro, con un centro bianco se il formaggio è giovane. Quando il formaggio è molto stagionato, può diventare filante. L'Harzer viene spesso aromatizzato con il cumino.
L'Harzer ha un contenuto di grassi molto basso, inferiore all'1%, e un elevato contenuto di proteine, circa il 30%.

## Produzione
L'Harzer si ottiene dalla cagliatura del latte scremato fermentato. Si aggiungono poi sale, carbonato di calcio e bicarbonato di sodio e formaggio già stagionato per favorire lo sviluppo dei batteri responsabili della fermentazione. I formaggi vengono fatti maturare per un giorno a 30 °C e poi irrorati con fermenti. Il formaggio viene quindi fatto maturare per uno o tre giorni a una temperatura compresa tra 10 e 14 °C prima di essere confezionato e commercializzato. Il formaggio continua a maturare fino al momento del consumo.
Poiché il nome tedesco Harzer Käse non è protetto, oggi l'Harzer viene prodotto principalmente al di fuori della regione storica di produzione dell'Harz.

## Storia
L'Harzer è stato storicamente prodotto nella regione settentrionale dell'Harz, dove la produzione industriale del formaggio è iniziata nel XVIII secolo. Era un modo per utilizzare il latte scremato rimasto dalla produzione del burro.